# Bocka
Bocka is een gemeente in de Duitse deelstaat Thüringen, en maakt deel uit van de Landkreis Greiz. Met zeven andere gemeenten maakt Bocka deel uit van de Verwaltungsgemeinschaft Münchenbernsdorf, een gemeentelijk samenwerkingsverband.
Bocka telt 455 inwoners.